# Vlkas
Vlkas és un poble i municipi d'Eslovàquia que es troba a la regió de Nitra, al sud-oest del país. El 2021 tenia 316 habitants.

## Història
La primera menció escrita de la vila es remunta al 1231.

## Demografia
| Godina             | 1994 | 2004    | 2014   | 2024   |
| ------------------ | ---- | ------- | ------ | ------ |
| Nombre de persones | 380  | 307     | 334    | 303    |
| Diferència         |      | −19,21% | +8,79% | −9,28% |

| Godina             | 2023 | 2024   |
| ------------------ | ---- | ------ |
| Nombre de persones | 316  | 303    |
| Diferència         |      | −4,11% |